# Mehdi Maïzi
Mehdi Maïzi est un journaliste musical et écrivain algéro-français, né le 10 juillet 1986 à Aïn Taya en Algérie, spécialisé dans le rap.

## Biographie

### Jeunesse et formation
Mehdi Maïzi naît le 10 juillet 1986 à Aïn Taya, en Algérie. À la fin des années 90, la guerre civile d'Algérie pousse sa famille à fuir car son père, présentateur du journal télévisé local, a reçu plusieurs menaces de mort,.
Réfugié en France en 2000, il obtient un bac S au lycée Marie Curie de Nogent-sur-Oise puis poursuit ses études classe préparatoire qui l'emmeneront à intégrer l'école de commerce Skema, dont il est diplômé en 2010,,.

### Carrière
De 2008 à 2016, Mehdi travaille bénévolement en tant que journaliste pour l'Abcdr du son, média en ligne français fondé en 2000 et centré sur le rap.
À partir de 2015, il devient chroniqueur pour Monte le son !, émission de télévision sur l'industrie musicale diffusée sur France 4. La même année, il devient animateur du podcast hebdomadaire NoFun, où il parle notamment de rap en compagnie de trois intervenants. Le podcast prendra fin en décembre 2019.
En avril 2016, il rejoint OKLM Radio, radio éphémère en ligne créée par Booba ; il y anime La Sauce, en référence au morceau du même nom d'Hamza, émission qu'il partage avec d'autres chroniqueurs comme Driver. La même année, il écrit le livre Rap français, une exploration en 100 albums.
En 2017, il rentre chez Deezer, où il est chargé de créer des playlists rap. Entre février 2018 et juin 2019, il y animera le podcast Speakeasy, où il interviewe seul divers artistes. L'année 2018 le verra aussi apparaitre temporairement comme chroniqueur sur l'émission Balance ton post ! de Cyril Hanouna sur C8. Sur Deezer, il est aussi chargé de piloter les deux premières éditions du projet La Relève, compilation de 12 titres où sont regroupés des nouveaux talents du rap francophone. La première sort en avril 2019, la seconde en octobre.
L'idée verra le jour en mai 2019 sur la chaîne YouTube de RedBull : Mehdi anime Rap Jeu, jeu bimensuel où quatre rappeurs ou acteurs du milieu s'affrontent dans des épreuves autour de la culture rapologique. Produit par Redbull, animé par Mehdi et écrit par Yérim et Ngiraan, et produit par Näkymä, le jeu s'inspire grandement de Burger Quiz.
Courant 2019, il est débauché de chez Deezer par la branche française Apple Music, qu'il rejoint officiellement en février 2020 en tant que « head of hip-hop ». Responsable des playlists et contenus rap de la plateforme, il anime à partir de juin 2020 une émission radio hebdomadaire réservée aux abonnés d'Apple, Le Code Radio, ainsi qu'une interview vidéo diffusée sur YouTube, Le Code. Il continue en parallèle l'animation de Rap Jeu avant de finalement quitter son poste fin 2021, après une soixantaine d'épisodes et la parution d'un jeu de société : « Je sentais que c’était, au moins pour moi, la fin d’une aventure exceptionnelle et qu’il était temps de passer à autre chose. ». Le 31 octobre 2022, une autre déclinaison du Code voit le jour : intitulée Le Code Review, il s'agit d'une table ronde bimensuelle où Mehdi Maïzi, Sandra Gomes et Raphaël Da Cruz discutent de l'actualité rap.
En 2022, il participe à la mixtape ZZCCMXTP, sur les chansons Nous y sommes et Drake.
À partir de septembre 2020, il participe au podcast Tier List avec Neefa, Sandra Gomes et Yérim Sar : « j’avais besoin d'un espace où je pouvais échanger avec d'autres gens ».